# K'Sun Ray
K'Sun Ray (22 maggio 1993) è un attore statunitense.

## Filmografia

### Cinema
- Fido, regia di Andrew Currie (2006)

### Televisione
- Un amore per sempre (Love's Enduring Promise), regia di Michael Landon Jr. – film TV (2004)
- Fielder's Choice – film TV (2005)
- Smith - serie TV, 5 episodi (2006-2007)
- In Justice (In Justice) – serie TV, episodio 1x07 (2006)
- L'Africa nel cuore (Life Is Wild) - serie TV, 11 episodi (2007-2008)
- Criminal Minds (Criminal Minds), episodi 2x14-2x15 (2007)
- Heartland - serie TV, episodio 1x03 (2007)
- Detective Monk (Monk) - serie TV, episodio 6x07 (2007)
- CSI - Scena del crimine (CSI: Crime Scene Investigation) - serie TV, episodio 9x11 (2009)
- E.R. - Medici in prima linea (E.R.) - serie TV, episodio 15x21 (2009)

## Doppiatori italiani
Nelle versioni in italiano delle opere in cui ha recitato, K'Sun Ray è stato doppiato da:
- Federico Bebi in Fido
- Mattia Nissolino in L'Africa nel cuore
- Lorenzo De Angelis in CSI - Scena del crimine